# Большая Мура
Большая Мура — деревня в составе Малохомутёрского сельского поселения Барышского района Ульяновской области. 

## География
Находится на берегу реки Мурка на расстоянии примерно 16 километров на север по прямой от районного центра города Барыш. 

## История
В 1913 году было учтено дворов 77, жителей 324. В 1990-е годы работало отделение  СПК им.Дзержинского. Рядом находилась деревня Выселки Большой Муры. 

## Население
Население составляло 26 человек в 2002 году (русские 96%), 5 по переписи 2010 года.